# Fibrillazione ventricolare
La fibrillazione ventricolare (FV o VF) è un'aritmia cardiaca rapidissima, caotica che provoca contrazioni non coordinate del muscolo cardiaco dei ventricoli nel cuore. Il risultato è che la gittata cardiaca cessa completamente. La fibrillazione ventricolare è uno dei quattro tipi di Arresto cardiaco: fibrillazione ventricolare, tachicardia ventricolare senza polso, asistolia, attività elettrica senza polso o pulseless electrical activity (PEA).

## Introduzione

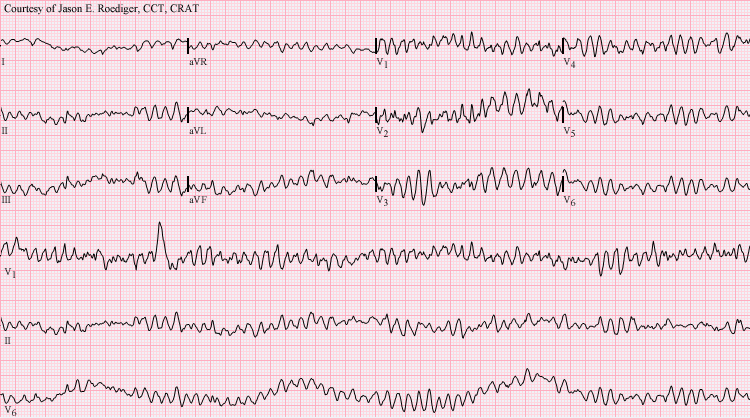
tracciato a 12 derivazioni di fibrillazione ventricolare

La fibrillazione ventricolare è un'emergenza medica. Con l'insorgenza di questa aritmia, la circolazione sanguigna cessa, si ha quindi arresto cardiocircolatorio, contemporaneo arresto respiratorio e morte.
La fibrillazione ventricolare (FV) è una delle principali cause di arresto cardiaco e morte cardiaca improvvisa. Le fibre muscolari ventricolari si contraggono in modo casuale, invece di contrarsi simultaneamente, dunque il ventricolo non riesce a pompare il sangue nelle arterie e nella circolazione sistemica.
La fibrillazione ventricolare, responsabile di molte morti nel mondo occidentale, è principalmente dovuta a disturbi cardiaci ischemici. Nonostante numerose ricerche, la natura profonda di questa aritmia non è stata compresa appieno. La maggior parte degli episodi di FV avviene in pazienti già affetti da altre patologie cardiache, ma talvolta si presenta anche in soggetti senza precedenti. Dovranno essere svolte ancora delle ricerche per chiarire il meccanismo della fibrillazione ventricolare.

## Meccanismi della fibrillazione ventricolare
La fibrillazione ventricolare è stata descritta come "attività caotica, asincrona e frazionata del cuore". Una definizione più completa è quella di un'"attività elettrica turbolenta e disorganizzata del cuore tale da causare un cambiamento continuo in forma, ampiezza e direzione del tracciato elettrocardiografico".
La fibrillazione ventricolare si verifica più frequentemente in soggetti predisposti e, nella maggior parte dei casi, è la manifestazione di una patologia ischemica cardiaca.
La fibrillazione ventricolare si ha anche in pazienti affetti da cardiomiopatia, miocardite ed altre patologie a carico del cuore. Sono stati riportati casi di FV dovuti a scompenso elettrolitico ed overdose di sostanze cardiotossiche. Esistono tuttavia casi in cui la FV si verifica in assenza di altre patologie o cause evidenti, in questi casi si parla di fibrillazione ventricolare idiopatica.
La fibrillazione ventricolare idiopatica avviene con un'incidenza stimata dell'1% del totale degli arresti cardiaci extraospedalieri, nel 3%-9% delle fibrillazioni ventricolari non legate ad infarto del miocardio, e nel 14% delle FV in pazienti di età inferiore a 40 anni.
Alcune sindromi recentemente descritte, come la sindrome di Brugada, potrebbero fornire indizi per comprendere meglio i meccanismi alla base delle aritmie ventricolari. Nella sindrome di Brugada, si possono osservare nell'ECG risultante alcune modifiche tra le quali il blocco RBBB e l'elevazione del tratto ST dei contatti V1-V3, con un'aumentata predisposizione alla morte cardiaca improvvisa.
L'importanza di queste osservazioni è che le teorie che cercano di spiegare la fisiopatologia e l'elettrofisiologia di questi disturbi devono tener conto dei casi di fibrillazione ventricolare in soggetti con un cuore apparentemente sano. Risulta evidente che ci siano dei meccanismi che non siamo ancora riusciti completamente a comprendere. Sono in fase di sperimentazione nuove tecnologie che permettano di compiere passi avanti in questo processo di comprensione.

## Prevalenza
L'arresto cardiaco improvviso è una delle principali cause di morte nel mondo industrializzato. Ad esempio nel Regno Unito si registrano approssimativamente 70 000 - 90 000 morti cardiache improvvise all'anno, con tassi di sopravvivenza che raggiungono solo il 2%. La maggioranza di queste morti è dovuta a fibrillazione ventricolare secondaria ad infarto miocardico acuto, il cosiddetto "attacco di cuore". Durante la fibrillazione ventricolare la quantità di sangue pompato dal cuore diventa praticamente nulla e, senza un pronto intervento, la morte sopraggiunge in pochi minuti.

## Trattamento
La condizione può essere risolta da uno shock sincronizzato  tramite scarica di corrente elettrica (scariche di defibrillatore a 100-250 joules), o da pacing ventricolare. In alcuni casi, quando non sia disponibile un defibrillatore, una FV precoce può essere convertita in un ritmo efficace con un pugno precordiale. Alcuni antiaritmici, come l'amiodarone e la lidocaina possono aiutare, ma a differenza della fibrillazione atriale, la FV raramente si risolve senza un defibrillatore, che tuttavia non è sempre efficace.
In pazienti ad alto rischio di fibrillazione ventricolare si è dimostrato utile l'uso di un defibrillatore-cardioverter impiantabile, un dispositivo elettrico che consente di prevenire la morte aritmica e che può permettere un controllo remoto costante delle condizioni del paziente.

## Caratteristiche della forma d'onda della FV
La fibrillazione ventricolare può essere studiata analizzando la forma d'onda elettrocardiografica. Ogni forma d'onda può difatti essere descritta in termini di ampiezza e frequenza. I ricercatori hanno osservato questi parametri per verificare il meccanismo che porta a questa aritmia. Recentemente Gray ha ipotizzato, utilizzando l'analisi di Fourier, che la FV sia una manifestazione dell'effetto Doppler sui rotori di fibrillazione.

### Spettro di potenza
La distribuzione di frequenza e potenza di una forma d'onda può essere espressa come spettro di potenza, in cui viene misurato il contributo delle diverse frequenze fondamentali.
Sono dati significativi la frequenza di picco, ad esempio, o la frequenza mediana.
L'analisi degli spettri di frequenza trova altre applicazioni in medicina e cardiologia, come lo studio della variabilità della frequenza cardiaca, la diagnostica per immagini e l'acustica.
La fibrillazione ventricolare, nonostante la sua apparenza di onda casuale, ha una chiara dominante di frequenza con ampiezza di banda stretta, intorno ai 9–12 Hz, che varia nel tempo e a seconda dei farmaci somministrati.